# 三五館
株式会社三五館（さんごかん）は、かつて存在した出版社。
本項目では、三五館の元社員が新たに設立した株式会社三五館シンシャ（さんごかんシンシャ）についても記述する。

## 概要

### 三五館
株式会社三五館は、情報センター出版局に勤務していた星山佳須也が独立する形で1992年に設立された。
2017年、約3億円の負債を抱え倒産した。

### 三五館シンシャ
三五館の社員だった中野長武が2017年に設立した会社であり、社員は中野ただ一人である。「シンシャ」とは「新社」と「深謝」をかけたもので、河出書房新社のように旧社の権利を継承した新旧分離会社ではないことからこのような表記となっている。販売はフォレスト出版に委託している。

## 主な出版物

### 主な出版物（三五館）
- 青山圭秀「アガスティアの葉 運命か自由意思か、そして星の科学とは何か」1994年
- 石川高子「ブラバンキッズ・ラプソディー」2009年（=テレビドラマ「仰げば尊し」原案）
- 内海聡「精神科は今日も、やりたい放題」2012年
- ノバク・ジョコビッチ「ジョコビッチの生まれ変わる食事」 2015年

### 主な出版物（三五館シンシャ）
- 日記シリーズ
  - 柏耕一「交通誘導員ヨレヨレ日記」
  - 以下続巻
- 内海聡「ワクチン不要論」2018年5月
- 松村秀樹「容赦なく長生き!」2018年6月
- いとうじゅんこ (著), すぎとうゆか (イラスト)「しっぽがわらう」2018年7月
- 藤原ひろのぶ（著）ほう（イラスト）「買いものは投票なんだ」2018年9月
- 宮崎伸治「出版翻訳家なんてなるんじゃなかった日記」2020年12月
- 萬田緑平「家で死のう!」2022年6月
- 森永卓郎「ザイム真理教」2023年5月
- 森永卓郎「書いてはいけない」2024年3月
- 森永卓郎「がん闘病日記」2024年6月
- 森永卓郎「投資依存症」2024年9月
- 森永卓郎「官僚生態図鑑」2024年12月
- 森永卓郎「保身の経済学」2025年4月